# Мора (Месина)
Мора је насеље у Италији у округу Месина, региону Сицилија.
Према процени из 2011. у насељу је живело 445 становника. Насеље се налази на надморској висини од 868 м.